# Konstantin Faigle
Konstantin Faigle (* 1971 in Sulz am Neckar; † 16. Juni 2016 in Köln) war ein deutscher Filmemacher und Dokumentarfilmer.

## Leben und Wirken
Nach dem Abitur und Zivildienst absolvierte er ein Studium der Medientechnik an der Hochschule der Medien in Stuttgart.
Danach war er als freier Editor und Autor für einige Sendeanstalten tätig. Von 1999 bis 2002 absolvierte er ein Postgraduiertenstudium an der Kunsthochschule für Medien Köln im Bereich Drehbuch und Regie und war seitdem freier Filmemacher. Im Jahr 2002 kam sein autobiografischer Film Out of Edeka in die Kinos, für den er 2001 den Bayerischen Dokumentarfilmpreis erhielt. 2005 lief sein Dokumentarfilm Die große Depression in deutschen Kinos, der von der Kritik unterschiedlich aufgenommen wurde. Der Film Frohes Schaffen – Ein Film zur Senkung der Arbeitsmoral, eine Dokumentation mit Spielfilmsequenzen, feierte am 13. November 2012 auf dem Kasseler Dokumentarfilm- und Videofest als Eröffnungsfilm seine Premiere und lief im Januar 2013 auf dem Saarbrücker Filmfestival Max Ophüls Preis im Dokumentarfilmwettbewerb. Frohes Schaffen – Ein Film zur Senkung der Arbeitsmoral kam am 2. Mai 2013 in deutsche Kinos.
Faigles Dokumentarfilme haben ein charakteristisches Format; sie enthalten vielfach biographische Elemente, Puppenspiele, Musikclips, Spielfilmsequenzen, Selbstironie und Humor.
Konstantin Faigle lebte viele Jahre in Köln; er starb dort am 16. Juni 2016.

## Filmografie (Auswahl)
- 1995: Ritus (Kurzfilm), (Drehbuch, Regie und Produktion)
- 2001: Out of Edeka (Drehbuch, Regie und Koproduktion)
- 2005: Die große Depression (Drehbuch, Regie und Animationen)
- 2006: Menschen hautnah – Die Herren der Liegezonen – Matratzenverkäufer (Fernsehreihe), (Regie)
- 2007: Menschen Hautnah – Glückliche Nichtstuer (Fernsehreihe), (Regie, Kamera, Schnitt, Produktion)
- 2012: Frohes Schaffen – Ein Film zur Senkung der Arbeitsmoral (Drehbuch, Regie, Koproduktion)[6]
- 2013: Menschen Hautnah – Bettnachbarn (Fernsehreihe), (Regie)
- 2013: Hier und heute – Im Baumarkt (Fernsehreihe), (Regie)

## Auszeichnungen
- 1995: Hochschulpreis des Süddeutschen Rundfunks für Ritus
- 2001: Gewinner des Bayerischen Dokumentarfilmpreises auf dem Filmfest München für Out of Edeka
- 2007: Nominierung für den Adolf-Grimme-Preis in der Kategorie Information & Kultur für Die große Depression
- 2013: Nominierung für den Dokumentarfilmpreis auf dem Filmfestival Max Ophüls Preis für Frohes Schaffen – Ein Film zur Senkung der Arbeitsmoral